# Криксунов, Леонид Зиновьевич
Леонид Зиновьевич Криксунов (12(25) февраля 1915, Юзовка Российская империя (ныне Донецк, Украина) — советский учёный в области инфракрасной и лазерной техники, педагог, доктор технических наук (с 1955), заслуженный деятель науки и техники Украинской ССР (1965).

## Биография
Выпускник военно-воздушной инженерной академии им. Н. Е. Жуковского (1940).
Преподавал в высших военных учебных заведениях СССР. С 1960 — в Киевском высшем военном инженерном авиационном училище.

## Научная деятельность
Сфера научных интересов — теория теплового излучения и инфракрасных лучей, разработка инфракрасных систем, оптических квантовых генераторов, устройств ночного видения и т. п.

## Награды
Награждён орденом Боевого Красного Знамени (1956), двумя орденами Красной Звезды (1944, 1951), Орденом «Знак Почёта» (1961), Орденом Отечественной Войны 2 степени (1985), медалью «За боевые заслуги» (1946), другими медалями СССР.

## Избранные труды
- Инфракрасные устройства самонаведения управляемых снарядов (1963)
- Инфракрасные системы обнаружения, пеленгации и автоматического сопровождения движущихся объектов (1968)
- Приборы ночного видения (1975)
- Справочник по лазерной технике (1978)
- Справочник по основам инфракрасной техники (1978)
- Пириконы (в соавт. 1984)
- Авиационные системы информации оптического диапазона: справочник (в соавт. 1985)
- Следящие системы с оптико-электронными координаторами (1991)
- Тепловизоры (справочник) (в соавт. 1987)